# Aruna Shanbaug
Aruna Ramchandra Shanbaug (1 de junio de 1948-18 de mayo de 2015) fue una enfermera india que protagonizó un caso judicial sobre eutanasia tras pasar más de 41 años en estado vegetativo como consecuencia de una violación sexual.
En 1973, mientras trabajaba como enfermera junior en el King Edward Memorial Hospital de Parel, en Mumbai, Shanbaug fue agredida sexualmente por un joven celador y quedó en estado vegetativo tras la agresión. El 24 de enero de 2011, después de que Shanbaug llevara 37 años en este estado, la Corte Suprema de la India respondió a una petición de eutanasia presentada por la periodista Pinki Virani, estableciendo para un panel médico para llegar a examinarla. El tribunal rechazó la petición el 7 de marzo de 2011. Sin embargo, en su histórico dictamen, permitió la eutanasia pasiva en India.
Shanbaug falleció de neumonía el 18 de mayo de 2015, tras permanecer en estado vegetativo persistente durante casi 42 años.